# برندا فریکر
برندا فریکر (انگلیسی: Brenda Fricker؛ زادهٔ ۱۷ فوریهٔ ۱۹۴۵) یک بازیگر اهل ایرلند و برنده جایزه اسکار بهترین بازیگر نقش مکمل زن برای بازی فوق العاده اش در فیلم پای چپ من است.

## فیلمشناسی
از فیلم‌ها یا برنامه‌های تلویزیونی که وی در آن نقش داشته‌است می‌توان به آثار زیر اشاره کرد:
- تنها در خانه ۲: گم‌شده در نیویورک
- آلبرت نابز
- زمانی برای کشتن
- پای چپ من
- ورونیکا گرن
- مزرعه
- بستن حلقه
- دادگاه جزا
- فرشتگان در زمین بیس‌بال
- از درون می‌رقصم